# Eutin
Eutin (IPA: [ɔʏˈtiːn]) ligger i det nordlige Tyskland og er hovedbyen i  Østholsten i delstaten Slesvig-Holsten. Eutin er venskabsby med den danske by Nykøbing Falster.

## Historie
Det oprindelige slaviske bosted (Utin) blev i det 12. århundrede befolket af nederlandske nybyggere. I 1156 blev Eutin købstad. Stedet fik bystatus i 1257. Eutin blev senere sæde for Fyrstbispedømmet Lübeck, siden biskopperne af Lübeck ikke udøvede den verdslige magt i byen Lübeck. Da fyrstbispedømmet blev sækulariseret i 1803 blev Eutin residensstad i  fyrstendømme Lübeck, der blev en del af Storhertugdømmet Oldenburg. Som resultat af Hamborg-aftalen af 1937 blev Eutin overført fra Fristaten Oldenburg til den preussiske provins Slesvig-Holsten. Efter 2. verdenskrig blev Eutin en del af det moderne (Bundesland) Slesvig-Holsten.

## Kultur
Eutin er Carl Maria von Webers fødeby. Til hans ære blev der i 1951 opført en friluftsscene (Freilichtbühne) i en af byens parker. Der bliver spillet operaer og musik i sommermånederne. Friluftsscenen har plads til ca. 2.000 tilskuere.
Matematikeren Nikolaus Mercator (1620–1687) og forfatteren Tom Buk-Swienty er født i byen.
Poeten og oversætteren Johann Heinrich Voß boede i Eutin i cirka 20 år og var rektor ved gymnasiet, Johann-Heinrich-Voß-Gymnasium, som nu bærer hans navn.

## Galleri
- Rådhuset
- Eutin Slot

- Eutin Kirke
- Søpromenaden

## Venskabsbyer
- Nykøbing Falster i Danmark
- Putbus i Tyskland
- Lawrence i Kansas i USA